# The Intruder (film 1913)
The Intruder è un cortometraggio muto del 1913 diretto da Maurice Costello e Wilfrid North.

## Produzione
Il film fu prodotto dalla Vitagraph Company of America.

## Distribuzione
Distribuito dalla General Film Company, il film - un cortometraggio in due bobine - uscì nelle sale cinematografiche statunitensi il 2 agosto 1913.